# Sciopetris
Sciopetris is een geslacht van vlinders van de familie zakjesdragers (Psychidae).

## Soorten
- S. amseli Sieder, 1959
- S. hartigi Sieder, 1976
- S. melitensis Rebel, 1919
- S. nigrocinerella (Bruand, 1853)
- S. pretiosa (Stainton, 1872)
- S. technica (Meyrick, 1891)